# Varacine
La varacine est un composé bicyclique organo-sulfuré trouvé originellement chez les ascidies du genre Polycitor, des organismes marins du sous-embranchement des tuniciers (Tunicata).
Cette molécule contient un cycle pentathiépine très inhabituel qui réagit avec l'ADN. La varacine et des analogues synthétiques ont été étudiés du point de vue de leurs propriétés antibactériennes et antitumorales,.